# Damrod
Damrod  is een fictieve personage in J.R.R. Tolkiens In de Ban van de Ring. Hij maakt deel uit van de groep Dolers van Ithilien die met Faramir in deze streek patrouilleren tijdens de Oorlog om de Ring.
Sam en Frodo komen op weg naar de Doemberg op de grenzen van Mordor Faramir tegen, die overvallen aan het plegen is op de langskomende Haradrim. Faramir laat Damrod en Mablung tijdelijk de wacht houden over de twee hobbits, waarbij Frodo opmerkt dat de twee Dolers afstammelingen van de Dúnedain zijn. In de verfilming van het boek komt de scène waarin Frodo en Sam Faramir ontmoeten ook voor, maar worden Damrod en Mablung niet bij naam genoemd.